# デトロイト大都市圏における日本人の歴史
デトロイト大都市圏における日本人の歴史（デトロイトだいとしけんにおけるにほんじんのれきし）では、デトロイト大都市圏（Metro Detroit）での日本人の活動履歴について概説する。

## 概説

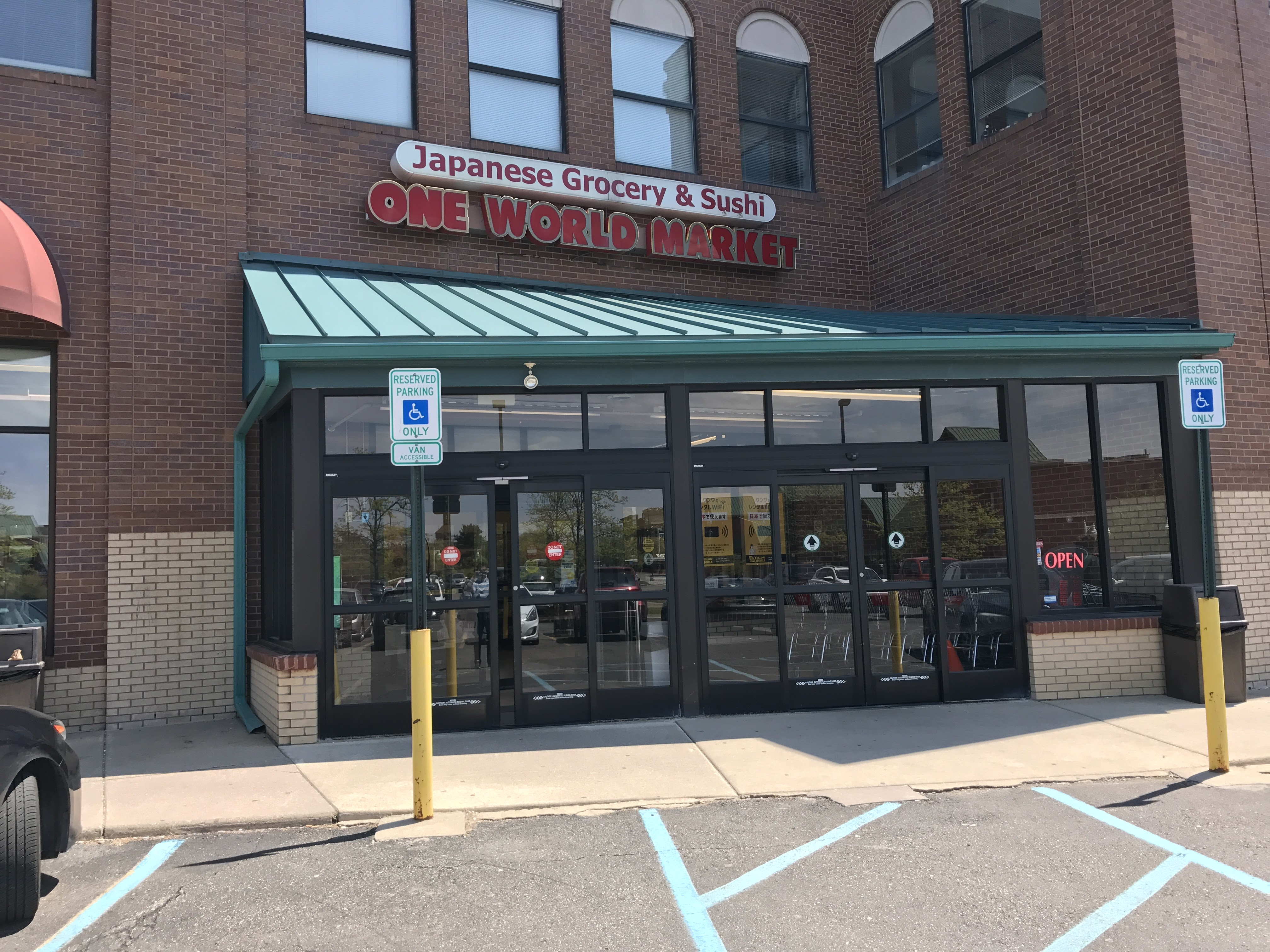
ワンワールドマーケット (One World Market), ノバイの日本食品店

2002年において、デトロイト大都市圏の日本人系の人々は、6,413人を数える。この地域はウェイン郡、オークランド郡、マコーム郡の3郡部をも含めた地域である。アジア系の人数としては第5位を占めている。その年に, スターリングハイツからキャントン郡区(Canton Township)の半月状の地域のなかの中心に日本人は住んでいた。2002年には、日本人の大多数はノバイ、ウェスト・ブルームフィールド郡区に住んでいた。しかし、2013年4月現在、2,666人の日本系の人々がノバイに住んでいる。ウェスト・ブルームフィールドは3位、 ファーミントン・ヒルズは4位である。多くの日系の会社がデトロイト大都市で活動している。1999年現在、日系人が所有または、コントロールしている320社の多くはデトロイト大都市圏にある。
デトロイト日本商工会（The Japan Business Society of Detroit）には、2003年に日本関連企業の352人のメンバーがある。日本祭（Japan Festival） を2003年から行っている。

## 歴史
デトロイトに最初に日本人がやって来たのは1892年であるが、移民が次々と押し寄せてきたわけではない。だが、第二次世界大戦の終決に伴い、日系人の強制収容が終了すると、日系人が主にカリフォルニアから最初の大きな波となって、デトロイトとその周辺にやって来た。1951年には約900人の日系人がデトロイトに住んでいた。多くは近郊のハイランドパーク市に居住し、残りはデトロイト市に拡散して住んでいた。
1970年代には多くの日本人グループはミシガン州のトロイ地区に定住していた。デトロイト日本企業協会（the Japan Business Society of Detroit）の理事長・中浜昭太郎によると、その後、レンタルのアパート、コンドミニアム、家屋がウォールドレイク（Walled Lake）やウェストブルームフィールド、アナーバー、ノバイ地区など西の方に移動してきた。
デトロイト日本人会は1972年頃設立された。デトロイト日本語学校は当地の日系企業により1973年に設立された。同じ年、日本祭が最初に開催された。1982年には50の日系企業が支店をデトロイトに置いていた。 
1980年代までは、日本の自動車産業がアメリカ合衆国に積極的に進出したことから、アメリカ国内の自動車製造会社では日本の会社が米国人の仕事の減少の元凶であるとしたため、反日感情がデトロイト大都市圏に現れた。1978年の石油価格高騰で、アメリカ人は低燃費の日本車に関心を向けるようになったため。ミシガン大学政治学教授のジョン・キャンベル（John Cambell）は1980年代に「これは味噌も糞も一緒にしたパニックである」と述べた。人々は日本について悪く言ったが、誰もそれが真実であるか知らない。人々は歓楽街でトヨタ車を大きなハンマーで打ち砕いた。デトロイトの労働組合の主催で日本車を壊すイベントが行われた、日本車に乗ったドライバーへの高速道路での発砲事件や、日本車の損傷事件が起き、また「ホンダ、トヨタ―パールハーバー」と書かれたバンパー・ステッカーも売られた。街角、ラジオ、テレビで反日発言が聞かれるようになった。『Asian American Dreams: The Emergence of an American People』の著者、ヘレン・ジアは「政治家や著名人が日本人に向けた明白な差別的発言を無責任にしていた」と書いている。ミシガン州選出の下院議員ジョン・ディンゲルは、悪いのはあの"小さな黄色い男達"だと言い、クライスラー社の会長、リー・アイアコッカは、冗談めかして核爆弾を日本に落とせばいいと言った。
反日感情のせいで、「アジア系の顔をしているのは危険だと思われるようになった」とジアは書いている。日本企業の従業員とその家族はメトロ・デトロイトでの反日感情を知って、不安を覚えるようになった。
1982年にデトロイト都市圏において、自動車産業労働者がビンセント・チンという中国系のアメリカ人を殺したが、これは、日系アメリカ人と間違われたからである。2009年10月27日のデトロイト・フリー・プレスという新聞は、この殺人事件はアジア人に対する反民族主義の醜さと危険性を気付かせてくれた、と述べた。 日本国内ではチンの殺害はアメリカ文化の残虐性の一例であると考えられた。チンの死からしばらくの間、デトロイトを訪れた日本の報道記者たちは、皆、ビンセント・チンの訪れたバーに足を運んだことを伝えている。
1980年代中期までに、反日感情は、特に若い年代では減少した。アメリカ政府および産業界の指導者の反日感情はトーンダウンした。デトロイトにおいては、日本製の自動車は、ブルーカラーの労働者間にも増加した。1991年にAP通信のシャロン・コーエン（Sharon Cohen）は、1981年から反日感情はほとんど減少し、米国自動車産業組合員も日本車製造に携わることになったと述べている。彼女はデトロイト大都市圏で、政治家やクライスラーの議長などが日本自動車産業へ対して公に悪口を述べているので、ジャパンバッシングはなお、存在すると付け加えた。
マツダのミシガン州、フラットロック工場（Flat Rock Assembly Plant）は米国自動車産業の心臓部での最初の操業である。
1992年までの10年間に、この地方の日本人人口は3倍に増加した。前記のシャロン・コーエンは、ミシガン全州の日本人のコミュニティは小さく、-6000名からせいぜい8000名-である、一時的であると書いた。1990年にはデトロイト都市圏において米国籍を取得した日本系の国外居住者は3,500人に達した。
1992年時点で、デトロイト都市圏において日本人は5,000人、約270社の日本の企業があった。地域の病院は、特に日本人のためにサービスを始めた。1990年までにクライスラーはミシガン州サウスフィールドに支店がある三井物産から鋼鉄を買っている。1990年までにはデトロイトに支店がある日本企業はほぼ300に達した。多くの自動車産業、大きな経理会社（これにはビッグフォーとかビッグシックスといわれる会社も含む）も日本人を雇った。
同じ理由で Dickinson, Wright, Moon, Van Dusen & Freemanという大きな法律事務所が日本人を雇った。土地の病院も日本人の治療に対し、要求に応じるようになった。ノバイの一軒のホテル、シェラトン オークスは日本マーケッティングのための指導者を雇った。1990年には土曜日だけ授業する日本語学校が3箇所で開かれていた。
1990年代に、複数の日本自動車会社はミシガン州M-14州間高速道路筋に店を開いた。日産自動車は1991年の11月にファーミントン・ヒルズにオフィスを開いた。加えてトヨタは技術センターをアナーバーに設立した。これらのオフィスが設立されることで、多くの日本人がノバイに落ち着くことになった。
1993年に在デトロイト日本国総領事館が、ミシガン州とオハイオ州の増加する日本企業と日本人住民の便宜を目的の一つとして設立された。
1996年時点では 4,084人の日本人がデトロイト大都市圏に住んでいた。1997年までに、その数は4,132人に増加した。1999年にミシガン州の8,100人の日本人の大多数が、南西部のオークランド郡から、州間高速道路696号(Interstate 696)線に沿った細長い人口密集地域のファーミントン、ノバイ、ウェストブルームフィールドに住んでいた。
デトロイトはゼネラルモーターズの企業城下町であるため、日本車の台頭により経済が悪化した記憶が2000年代以降も残っており、工場労働者がアジア系の人物に対し非友好的な態度で接することもある。

## ライフスタイル
1999年時点で、多くの男性の日本企業の勤務者はデトロイト大都市圏のオークランド郡に、帰国するまで3年から5年、妻子をつれて派遣されていた。1992年当時、日本企業の多くの女性は米国へ派遣されるような高い役職に就いていなかったので、日本人の女性専門職は送られてこなかった。1992年時点で、日本人女性の多くは家庭を守る主婦であった。しかし、語学の障壁があるにもかかわらず、日本人女性は米国において、社会的ネットワークを作っている。日本デトロイト女性社会協会、すなわちJSDウィメンズクラブ（英語：Japanese Society of Detroit Women's Club）は1991年5月に創立され、1992年3月の会員数は230である。多くの会員はマツダ、三菱自動車、トヨタの従業員の妻である。現在のところ、フルタイムの日本人学校はないので、日本人の生徒はアメリカの学校に通学する。多くの日本人生徒は、親と同様に3年から5年滞在し、米国に移民はしない。
1991年に前記のシャロン・コーエンは、ミシガン州に住む多くの日本人は広い土地、大きな家とゴルフコースといった、郊外的ライフスタイルを楽しんでいると書いた。彼らはアメリカンドリームの生活をしているが、アメリカ人になろうとは欲していない。翻訳業のIzumi Suzukiは1991年にAP通信の記事を引用して、日本に帰った日本人はアメリカ人の様に行動していた人物ほど、困難にぶつかるだろうと述べた。マツダはアメリカの日本人勤務者に対し、一つの集団ばかりに群れるべきでないと示唆した。コーエンはマツダの示唆を、「日本人は排他的になる（英語：clannish）なという忠告」と受け取った。

## メディア
Ayako Kinoshitaは プライスウォーターハウスクーパースのパートナーの妻であるが、 当地における文化的な生活アドバイスを日本語で書いたニューズレター（ミニ新聞）を発行している。

## 育英
デトロイト大都市圏には全日制の日本人学校は存在していないため、日本国籍をもつ生徒たちは アメリカの学校に通学するのである。
日本語で学生に補完的教育を行うデトロイト日本語学校、別名デトロイトりんご会補習授業校は、ノバイで行われる。この学校は1973年に日系の会社により設立された。
駿台国際教育センターと提携する駿台ミシガン国際学院 (Sundai Michigan International Academy)、旧コービィ国際学院(Koby International Academy)が、ノバイにある。[24][25]以前はノバイのピーチツリー・プラザ・ショッピングセンターにメインキャンパス、ウエスト・ブルームフィールドにウエスト・メープル校を置いていたが、現在はノバイのパイン・リッジ・センターに校舎を置いている。同校は1993年に9月にYoshihisa Kobayashiによって設立され、当初は夕方からのアフタースクールと土曜日の補習校としての教育をおこなっていたが、1999年に全日制の学校が開設され、翌2000年にミシガン州教育省へ登録された。現在の校長は大高仁志である。2008年時点では、ミシガン州内における日本人を対象にした唯一の全日制学校であり、年間授業料は10,000ドルであったが、60人の生徒が入学希望のウェイティング・リストに登録していた。認定学校ではないため、同校には州からの公的援助がなく、それ故、MEAPのような州が定める学力試験を実施する義務はない。
Niji-Iro Japanese Immersion Elementary Schoolは、日本語と英語でのバイリンガル教育を実施しているミシガン州リボリアの公立小学校である。その前身は特別認可学校のひのきインターナショナルスクール(Hinoki International School)である。

## 宗教
1950年代、ハイランドパーク市(Highland Park)のトリニティー・メソジスト・チャーチは日系人への宣教をおこなった。

## 有名な在住者
- 伊藤穰一[33]
- 佐藤有香[34]